# Epidurális anesztézia
Az epidurális anesztézia a regionális (hatását a szervezet meghatározott részén-területén kifejtő) érzéstelenítési eljárások közé tartozik. Alkalmazásakor a gerincvelőből kilépő érző-, mozgató- és vegetatív ideggyökök működését a gerincvelőt és a gerincfolyadékot (liquor cerebrospinalis) burkoló kemény agyburok és a gerinccsatorna fala közötti, ún. epidurális térbe bejuttatott helyi érzéstelenítővel átmenetileg felfüggesztik, így az érintett ideggyökök beidegzési területén érzéstelenség (anesztézia) áll elő. Technikája: a bőr alapos fertőtlenítése után, helyi érzéstelenítésben a megfelelő helyen speciális, hosszú tűvel (ún. Touchy-tű) áthatolnak a hát bőrén, a csigolyák ívei közötti résen továbbhaladva áthatolnak a csigolyaíveket összetartó ínszalagon ligamentum flavum). Ekkor a tű vége az epidurális térben van. A tű megfelelő helyzetéről többféle módszerrel (az ún. "függő csepp" vagy pedig az ellenállás elvesztése elvén alapuló) győződhetnek meg. Ekkor adják be a helyi érzéstelenítő szert, ezt követően a tűt kihúzzák. Lehetőség van a Tuohy-tűn át speciális, vékony katéter felvezetésére, amelyen keresztül a gyógyszerek beadása ismételhető, így azok hatása szükség szerint meghosszabbítható. A szúrás (vagy katéter felvezetés) magasságától függően a test különböző részein idézhető elő anesztézia. 
Az epidurális anesztézia hatása az alkalmazott érzéstelenítő fajtájától függően 15-45 perc alatt áll be, és 2-4 óra hosszat tart. Leggyorsabban a vegetatív idegrostok működése áll le, emiatt a beidegzett erek kitágulnak, ezért először melegérzet lép fel az érzéstelenített területen. Ezt követi az érző idegrostok működésének leállása, amely a hideg-, a meleg-, a fájdalom-, majd végül a tapitás- és nyomásérzet megszűnését okozza. Az esetek túlnyomó többségében a mozgató idegrostok működése is felfüggesztődik, ezért az érintett területen az izomtevékenység is kiesik. Az anesztézia megszűnésekor az egyes idegrostok működése ennek megfelelően fordított sorrendben áll helyre. A leggyakrabban alkalmazott érzéstelenítő a bupivacain és a ropivacain, ritkábban egyéb szereket (articain, lidocain, prilocain, mepivacain) is használnak. Az epidurális anesztézia szükség esetén kiegészíthető nyugtatók adásával, aminek folytán a beteg a műtét alatt szendereg (azaz nem zavarják a műtétet kísérő hang- és egyéb hatások).

## Alkalmazási területek
Az epidurális anesztézia fő alkalmazási területe a műtéti érzéstelenítés, a katéteres technikát és ismételt gyógyszerbeadásokat alkalmazva pedig a fájdalomterápia egyik leghatásosabb eszköze, ekkor epidurális analgéziáról beszélünk. Elsősorban az alsó végtagok, a medencei, ill. az alhasi szervek műtéteinél (csontegyesítő műtétek, sérvműtét, császármetszés, bizonyos nőgyógyászati és urológiai műtétek) alkalmazzák. Az epidurális analgézia leggyakoribb felhasználási területe a szülési fájdalmak csillapítása, ezenkívül mellkasi, hasi és alsó végtagi műtétek, sérülések vagy különféle betegségek kísérőjeként fennálló erős fájdalmak esetében aknázzák ki. Nem alkalmazható egyes, idegrendszert érintő betegségek, súlyosabb folyadékvesztés, keringési elégtelenség, a szúrás környéki bőrfertőzés fennállásakor.
Az epidurális anesztézia szövődményei ritkák. Leggyakoribb a kisebb-nagyobb vérnyomás-ingadozás, ezt a betegek ritkán érezik meg és gyorsan korrigálható. A szúráskor véletlenül bekövetkező keményagyburok-sérülés fejfájást idézhet elő, amit a  liquor cerebrospinalis elszivárgása okozhat, ez megfelelő kezeléssel többnyire gyorsan megszűnik. Az egyéb, komolyabb szövődmények előfordulása nagyon ritka.

## Előnyei
- kíméletes
- teljes fájdalommentességet biztosít
- jól ellazítja az érzéstelenített terület izomzatát
- csak egyféle gyógyszer alkalmazását igényli, így kisebb az esetleges gyógyszer-kölcsönhatások esélye
- kivitelezése nem igényel bonyolult eszközparkot
- közvetlenül a műtét után a beteg ehet-ihat, ha a műtét jellege ezt megengedi
- utána nincs az általános érzéstelenítésre (narcosis) jellemző kábultság.

## Hátrányai
- Hatása viszonylag lassan áll be, ezért sürgős beavatkozáshoz nem alkalmas
- Hatástartama miatt nem előnyös rövid, ambuláns beavatkozásokhoz.